# Stanislav Pelc
Stanislav Pelc (* 31. října 1955, Skorotice) je bývalý český fotbalista, záložník, reprezentant Československa.

## Fotbalová kariéra
Za československou reprezentaci odehrál v letech 1982–1985 tři zápasy, dvakrát startoval v olympijském výběru, v reprezentaci do 21 let nastoupil 11x a dal jednu branku. V československé lize odehrál 240 utkání a dal 63 gólů. Hrál za Duklu Praha (1975–1986), s níž třikrát získal titul mistra republiky (1977, 1979, 1982) a třikrát československý pohár (1981, 1983, 1985). Celkem 27x startoval v evropských pohárech a dal zde 5 gólů. Z Dukly zamířil na dva roky do kyperského EPA Larnaka, poté se přesunul do Rakouska, kde hrál nižší regionální soutěže a pak se vrátil do FK GGS Arma Ústí nad Labem. V Poháru mistrů evropských zemí nastoupil v 7 utkáních, v Poháru vítězů pohárů nastoupil v 12 utkáních a dal 3 góly v Poháru UEFA nastoupil v 12 utkáních a dal 2 góly.

## Ligová bilance
| Ročník                                   | Zápasy | Góly | Klub                       |
| ---------------------------------------- | ------ | ---- | -------------------------- |
| 1. československá fotbalová liga 1975/76 | -      | 3    | Dukla Praha                |
| 1. československá fotbalová liga 1976/77 | -      | 5    | Dukla Praha                |
| 1. československá fotbalová liga 1977/78 | -      | 18   | Dukla Praha                |
| 1. československá fotbalová liga 1978/79 | 25     | 9    | Dukla Praha                |
| 1. československá fotbalová liga 1979/80 | -      | 1    | Dukla Praha                |
| 1. československá fotbalová liga 1980/81 | 25     | 8    | Dukla Praha                |
| 1. československá fotbalová liga 1981/82 | 22     | 3    | Dukla Praha                |
| 1. československá fotbalová liga 1982/83 | 17     | 1    | Dukla Praha                |
| 1. československá fotbalová liga 1983/84 | 24     | 4    | Dukla Praha                |
| 1. československá fotbalová liga 1984/85 | 24     | 3    | Dukla Praha                |
| 1. československá fotbalová liga 1985/86 | 28     | 8    | Dukla Praha                |
| 2. česká fotbalová liga 1994/95          | -      | 0    | FK GGS Arma Ústí nad Labem |
| 2. česká fotbalová liga 1995/96          | 4      | 0    | FK GGS Arma Ústí nad Labem |
| CELKEM 1. liga                           | 240    | 63   |                            |